# Корисні копалини Перу
Корисні копалини Перу.

## Загальна характеристика
На тер. Перу відкриті і розвідані родов. понад 40 видів к.к., найважливіші з них — нафта, газ, кам. вугілля, руди заліза, міді, свинцю і цинку, молібдену, золота і срібла, фосфорити (табл. 1).
Таблиця 1. — Основні корисні копалини Перу станом на 1998—1999 рр.
| Корисні копалини               | Запаси       | Запаси   | Вміст корисного компоненту в рудах, % | Частка у світі, % |
| Корисні копалини               | Підтверджені | Загальні | Вміст корисного компоненту в рудах, % | Частка у світі, % |
| Барит, тис. т                  | 4000         | 5000     | 94 (BaSO4)                            | 1,2               |
| Вольфрам, тис. т               | 34           | 38       | 0,8(WO3)                              | 1,3               |
| Залізні руди, млн т            | 1430         | 3120     | 54 (Fe)                               | 0,8               |
| Золото, т                      | 390          | 920      | 0,3 — 2,4 г/т                         | 0,8               |
| Марганцеві руди, млн т         | 1            | 14       | 42 (Mn)                               |                   |
| Мідь, тис. т                   | 37440        | 45980    | 0,85 (Cu)                             | 5,6               |
| Молібден, тис. т               | 681          | 750      | 0,024 (Мо)                            | 7,7               |
| Нафта, млн т                   | 110          |          |                                       | 0,1               |
| Олово, тис. т                  | 470          | 700      | 5,85                                  |                   |
| Природний горючий газ, млрд м3 | 198          |          |                                       | 0,1               |
| Свинець, тис. т                | 2242         | 3112     | 1,1 (Pb)                              | 1,8               |
| Срібло, т                      | 24500        | 40660    | 140 г/т                               | 4,5               |
| Стибій, тис. т                 | 64           | 64       | 3                                     | 1,5               |
| Вугілля, млн т                 | 135          | 914      |                                       |                   |
| Фосфорити, млн т               | 75           | 600      | 20 (Р2О5)                             | 1,48              |
| Цинк, тис. т                   | 5235         | 9155     | 1,4 (Zn)                              | 1,9               |
| Уран, тис. т                   | 1,79         | 3,65     | 0,17                                  | 0,1               |

## Окремі види корисних копалин
Вуглеводні. Станом на кінець ХХ ст. відкрито понад 80 нафт. (в тому числі 10 на шельфі) і 3 газових родов., розташованих у Верхньоамазонському бас., а також в басейнах Укаялі та Гуаякіль-Прогресо. Осн. запаси зосереджені у Верхньоамазонському нафтогаз. басейні (родов. Капауарі-Сур і Паваяку, Коррієнтес, Форесталь, Шиваяку). Продуктивні горизонти приурочені до пісковиків крейди на глиб. 3,5-4,2 км; в бас. Гуаякіль-Прогресо — в пісковиках еоцену-олігоцену на глиб. 1,0-2,5 км (родовища Ла-Бреа, Лобітос, Паріньяс та інші). Основні родовища шельфу — Пенья-Негра, Провіденсія. Нафти легкі (841 837 кг/м3), малосірчисті.
Вугілля. Осн. родов. кам'яного вугілля розташовані в нижньокрейдових міогеосинклінальних уламкових породах Зах. Кордильєри (бас. — Уайлас-Амбар). Найбільше родов. — Альто-Чикама, на якому виявлено 10 пластів антрациту потужністю понад 1,5 м (прогнозні ресурси 600 млн т), а також родов. Ріо-Санта (300 млн т) і Ойон (250 млн т). Зольність вугілля 5-15 %, вихід летких речовин 19 %, вміст сірки 0,5-2,0 %, теплота згоряння 23-32 МДж.
Залізо. У П. є бл. 70 залізорудних родов., г.ч. дрібних. Єдине велике родов. Маркона (доведені запаси 1480 млн т руди) розташоване в Береговій Кордильєрі. На родов. розвідано понад 30 пластових покладів гідротермально-метасоматичного генезису, що локалізуються в нижньопалеозойських вапняках. Руди поділяються на вторинні гематитові (до 65 % Fe) і первинні магнетит-піритові (58-60 % Fe; 0,8 % S; 0,03 % P; 6 % кремнезему). Перспективні скарнові родов. Сх. Кордильєри (Лівітака, Колькемарка і інш.).
Вольфрам. Родов. вольфрамових руд, представлені кварц-вольфрамітовими жилами, пов'язані з неогеновими гранітоїдами на півночі Центр. Кордильєри (Пасто-Буено, Мундо-Нуево, Тамборес і інш.). Вольфрам присутній також в рудах поліметалічного родов. Морокоча, Сан-Крістобаль і інш.
Золото. Прогнозні ресурси золота в країні — 2-5 тис.т, що становить 6-у позицію у світі (поряд з Австралією, Канадою, Ґаною, Індонезіїєю, Папуа Новою Ґвінеєю, Венесуелою і Чилі). Корінні родов. золота поширені в Сх. Кордильєрі і пов'язані із золотокварцовими жилами в палеозойських метаморфічних породах (родов. Патас і інш. на півночі, Ананеа, Сан-Антоніо-дель-Пото на півдні). На півд.-сході Кордильєри розвинені алювіальні розсипи (pp. Мадре-де-Дьос, Інамбарі і їх притоки) із вмістом золота 1-17 г/м3, в районі Ананеа відомі великі моренні розсипи (0,73 г/м3).
Розвідка відкритого ще на початку ХХ ст. золоторудного поля Янакоча, здійснена в 1990-х роках, виявила унікально значні запаси золота — 1150 т станом на середину 2001 р. Це другий після родовища Ліхір в Папуа-Новій Ґвінеї золоторудний об'єкт світового значення. Родов. знаходиться в межах Західної Кордильєри Північного Перу за 600 км на півночі від Ліми і за 23-30 км північніше провінційного центру Кахамарка. Руди золото-срібно-порфірові, епітермального типу. Локалізуються в міоценовому комплексі вулканічних порід андезит-дацитової формації, які утворюють вулкано-купольну споруду площею 19 х 7 км. Середній вміст золота в рудах — 1.03 г/т. Структура рудного поля Янакоча — це система блоків-пластин, що являють собою горст з обрамовуючими його ґрабенами; всі вони видовжені в півн.-східному напрямі і простежуються більш ніж на 10 км при ширині до 2 км. Західніше Кінуа недавно виявлений сліпий поклад Корімайо (Corimayo). Передбачають, що ресурси золота в ньому можуть виявитися порівняними із запасами рудного поля Янакоча.
На початку XXI ст. канадська гірничорудна компанія Barrick Gold Corp. виявила і веде промислову оцінку крупного родовища золота Лагунас-Норте (Lagunas Norte), яке розташоване на площі геологорозвідувальних робіт Альто Чікама на півночі центрального округу Перу, за 175 км північніше золото-срібно-порфірового родов. П'єріна. На 2002 г ресурси золота родовища Лагунас-Норте за різними даними оцінені в 99.2-258 т, або руди 61 млн т. Вміст Au в руді 1,9-2.1 г/т. При цьому основна частка ресурсів припадає на окиснені руди — 107 млн т із вмістом Au 1.8 г/т або запасів золота 192.5 т. За 15 км від Лагунас-Норте локалізоване родов. Трес-Крукес (Tres Cruces), ресурси золота на якому оцінені в 50 т. Цей рудний об'єкт буде оцінюватися і розвідуватися протягом наступних 3-5 років [Skill. Mining Rev. — 2002. — 91, № 9. — Р. 8; World Gold. 2002. V.5, № 8].
Мідь. В П. є значні запаси мідних руд. За підтвердженими запасами міді країна займає 3-є місце на американському континенті (після Чилі і США, 1999). Понад 85 % запасів зосереджено в мідно-порфірових і бл. 14 % — в скарнових родовищах. Перші розташовані на Зах. Кордильєрі і пов'язані з верхньокрейдовими і палеогеновими інтрузивами (центр. частина Мідноносного поясу Південної Америки). Найбільші родов. Серро-Верде, Куахоне і Токепала. У центрі і на півночі країни розвідані родов. Торомоча (доведені запаси 2800 тис. т міді), Мічікільяй (4680 тис. т), Каньяріако (1600 тис. т), Ла-Гранха (1600 тис. т) і інш. Окиснені і сульфідні руди мідно-порфірових родов. поряд з міддю (0,55-1,29 % Cu) містять також молібден, срібло, золото, реній (доведені запаси 320 т) і інші к.к. Найбільші скарнові родов. — Кобріса (загальні запаси 15 млн т руди, 0,8-1,85 % Cu), Тінтая (56 млн т, 2,1 % Cu) і інш. розташовані на Сх. Кордильєрі і локалізуються в крейдових вапняках, асоціюючи з гранітоїдами палеогену.
Молібден. За підтвердженими запасами молібдену країна займає 3-є місце в Америці (після США і Чилі, 1999). Перу володіє 5,5 % загальних і 7,7 % підтверджених світових запасів молібдену. Всі запаси молібдену укладені в численних молібден-міднопорфірових родовищах (Куахоне, Токепала, Мічікільяй і інш.), руди яких містять 0,015-0,22 % Мо. Найбільшими, з підтвердженими запасами понад 100 тис.т, є: Куахоне (департамент Мокегуа), Антаміна (деп. Анкаш) і резервне Мічикільяй. Середнє за масштабами родовище Токепала в департаменті Такна має підтверджені запаси молібдену в 52 тис.т.
Олово. За підтвердженими запасами олова країна займає 2-е місце на Американському континенті (після Бразилії, 1999) і 3-є місце за загальними запасами (після Бразилії і Болівії, 1999). Практично всі підтверджені запаси олова зосереджені на олово-мідному родовищі Сан-Рафаель. Родов. олов'яних руд Сан-Рафаель і інші знаходяться у Сх. Кордильєрі, на півн. продовженні Оловорудного поясу Болівії. Вони пов'язані з гранітами олігоцену, що проникли в нижньопалеозойські піщано-алевролітові товщі. Олов'яні руди містять також мідь, свинець і срібло.
Срібло. За підтвердженими запасами срібла Перу займає 4-е місце на Американському континенті (після США, Канади, Мексики, 1999) і 5-е місце за загальними запасами (після США, Канади, Мексики і Болівії, 1999). Запаси срібла пов'язані з поліметалічними родов. (Хулькані, Морокоча, Сан-Крістобаль, Кастровіррейна і інш.). Серед родов. власне срібних руд виділяється Кайльома.
Станом на 2002 р. у Перу 39 % загальних запасів срібла знаходиться в колчеданно-поліметалічних родовищах Антаміну (підтверджені запаси срібла — 4810 т), Серро-де-Паско (3300 т), Мічікілай (2720 т), Колкіхірка (1670 т), Сан-Григоріо (1220 т), а 36 % — в родовищах срібних руд Пієріна (1740 т), Учакчакуа (990 т), Оркопампа (165 т) і інш. Поліметалічні родовища забезпечують до 61 %, а родовища срібних руд — до 29 % річного видобутку срібла в країні. Забезпеченість Перу загальними запасами металу становить 21 рік.
Поліметали. В П. виявлено понад 70 родов. руд свинцю і цинку, більшість яких зосереджена в центр. частині Зах. Кордильєри. Найбільш великі родов. — гідротермально-метасоматичні в мезозойських карбонатних породах і вулканітах, асоціюють з кайнозойськими інтрузіями (Морокоча, Касапалька, Атакоча, Каруакаян і інш.). Велика частина родов. жильні гідротермальні (Сан-Крістобаль, Сантандер і інш.), відомі також скарнові (Антаміна і інш.) і колчеданні родов. — (Серро-де-Паско, Тамбо-Гранде). Комплексні руди поліметалічних родов. Центр. П. (Серро-де-Паско, Морокоча і інш.) містять значну к-ть стибію, а також рідкісних металів і розсіяних елементів: кадмію, бісмуту, селену, ґерманію, телуру, індію, ґалію.
Фосфорити. Перу володіє великими ресурсами фосфору в фосфоритах. За підтвердженими запасами фосфоритів Перу займає 3-є місце на Американському континенті (після США та Мексики, 1999). У П. розвідане унікальне родов. фосфоритів Байовар в пустелі Сечура. Фосфоритоносний горизонт потужністю до 40 м приурочений до уламкових відкладів міоцену. Потужність пластів 1,0-1,5 м.
Інші корисні копалини. У П. є незначні родов. руд марганцю і ртуті, рудопрояви нікелю, кобальту, урану. У різних районах країни виявлені родов. нерудних к.к. — бариту (Леоніла-Грасієла), боратів (Салінас, Чилікольпа), сірки (Тутупака, Убінас), діатоміту, каоліну, мармуру.